# (460) Scania
(460) Scania est un astéroïde de la ceinture principale découvert par Max Wolf le 22 octobre 1900.